# Leichtathletik-Continentalcup 2010
Der 1. Leichtathletik-Continentalcup (offizielle Bezeichnung IAAF/VTB Bank Continental Cup) fand am 4. und 5. September 2010 in der kroatischen Stadt Split statt. Die insgesamt 40 Leichtathletik-Wettbewerbe wurden im Stadion Poljud ausgetragen.
Ursprünglich war die Veranstaltung als 11. Leichtathletik-Weltcup geplant worden. 2008 beschloss die IAAF eine Umbenennung und eine Änderung des Formats.

## Austragungsmodus
Vier kontinentale Teams traten gegeneinander an: Amerika, Afrika, Asia/Pacific (Asien und Ozeanien) und Europa. In jedem Einzelwettbewerb konkurrierten pro Mannschaft zwei Athleten, ausgenommen 1500 Meter, 3000 Meter, 5000 Meter und 3000 Meter Hindernis, wo je drei Läufer aus jedem Team starteten und die zwei besten gewertet wurden.
Die Ergebnisse der Europameisterschaften 2010 und Afrikameisterschaften 2010 wurden bei der Auswahl der jeweiligen Kontinentalteams zugrunde gelegt, bei den übrigen Mannschaften wurden die Bestenlisten herangezogen.
In jeder Disziplin wurden maximal 36 Punkte nach diesem Schlüssel vergeben:
| Platz | Einzel- Wettbewerb | Staffel |
| ----- | ------------------ | ------- |
| 1     | 8                  | 15      |
| 2     | 7                  | 11      |
| 3     | 6                  | 7       |
| 4     | 5                  | 3       |
| 5     | 4                  |         |
| 6     | 3                  |         |
| 7     | 2                  |         |
| 8     | 1                  |         |

Während es im Weltcup noch eine getrennte Wertung für Männer und Frauen gab, wurden nun die Punktzahlen beider Geschlechter für das Gesamtergebnis addiert.
Insgesamt wurden 2.900.000 Dollar Preisgeld ausgeschüttet, davon 30.000 Dollar für die Sieger in jeder Disziplin.

## Endstand
| Platz | Team         | Punkte |
| ----- | ------------ | ------ |
| 1     | Americas     | 422,5  |
| 2     | Europe       | 417,0  |
| 3     | Africa       | 293,0  |
| 4     | Asia-Pacific | 290,5  |

Zunächst wurde das europäische Team mit 429 Punkten vor dem amerikanischen (419,5 Punkte) zum Sieger gekürt. Da Andrej Michnewitsch und Alemitu Bekele nachträglich wegen Dopings disqualifiziert wurden, wurde nach der Anpassung des Punktestands der Sieg der amerikanischen Mannschaft zuerkannt.

## Ergebnisse

### Männer

#### 100 m
| Platz | Athlet              | Team         | Land | Zeit (s) | Punkte |
| ----- | ------------------- | ------------ | ---- | -------- | ------ |
| 1     | Christophe Lemaitre | Europe       | FRA  | 10,06    | 8      |
| 2     | Daniel Bailey       | Americas     | ANT  | 10,10    | 7      |
| 3     | Mark Lewis-Francis  | Europe       | GBR  | 10,16    | 6      |
| 4     | Monzavous Edwards   | Americas     | USA  | 10,23    | 5      |
| 5     | Ben Youssef Meïté   | Africa       | CIV  | 10,32    | 4      |
| 6     | Lao Yi              | Asia-Pacific | CHN  | 10,38    | 3      |
| 7     | Aaron Rouge-Serret  | Asia-Pacific | AUS  | 10,45    | 2      |
|       | Aziz Zakari         | Africa       | GHA  | DQ       |        |

4. September, 19:20 Uhr
Wind: 0,7 m/s

#### 200 m
| Platz | Athlet                    | Team         | Land | Zeit (s) | Punkte |
| ----- | ------------------------- | ------------ | ---- | -------- | ------ |
| 1     | Wallace Spearmon          | Americas     | USA  | 19,95    | 8      |
| 2     | Churandy Martina          | Americas     | AHO  | 20,47    | 7      |
| 3     | Ben Youssef Meïté         | Africa       | CIV  | 20,51    | 6      |
| 4     | Christian Malcolm         | Europe       | GBR  | 20,75    | 5      |
| 5     | Kenji Fujimitsu           | Asia-Pacific | JPN  | 20,80    | 4      |
| 6     | Amr Ibrahim Mostafa Seoud | Africa       | EGY  | 20,94    | 3      |
| 7     | Matt Davies               | Asia-Pacific | AUS  | 22,03    | 2      |
|       | Jaysuma Saidy Ndure       | Europe       | NOR  | DNF      |        |

5. September, 19:15 Uhr
Wind: 0,2 m/s

#### 400 m
| Platz | Athlet           | Team         | Land | Zeit (s) | Punkte |
| ----- | ---------------- | ------------ | ---- | -------- | ------ |
| 1     | Jeremy Wariner   | Americas     | USA  | 44,22 CR | 8      |
| 2     | Ricardo Chambers | Americas     | JAM  | 44,59    | 7      |
| 3     | Michael Bingham  | Europe       | GBR  | 44,84    | 6      |
| 4     | Kevin Borlée     | Europe       | BEL  | 45,01    | 5      |
| 5     | Rabah Yousif     | Africa       | SUD  | 45,45    | 4      |
| 6     | Ben Offereins    | Asia-Pacific | AUS  | 45,94    | 3      |
| 7     | Yūzō Kanemaru    | Asia-Pacific | JPN  | 45,95    | 2      |
| 8     | Mohamed Khouaja  | Africa       | LBA  | 45,99    | 1      |

4. September, 18:55 Uhr

#### 800 m
| Platz | Athlet               | Team         | Land | Zeit (min) | Punkte |
| ----- | -------------------- | ------------ | ---- | ---------- | ------ |
| 1     | David Lekuta Rudisha | Africa       | KEN  | 1:43,37 CR | 8      |
| 2     | Marcin Lewandowski   | Europe       | POL  | 1:44,81    | 7      |
| 3     | Belal Mansoor Ali    | Asia-Pacific | BRN  | 1:44,92    | 6      |
| 4     | Kleberson Davide     | Americas     | BRA  | 1:44,96    | 5      |
| 5     | Nick Symmonds        | Americas     | USA  | 1:44,98    | 4      |
| 6     | Michael Rimmer       | Europe       | GBR  | 1:45,91    | 3      |
| 7     | Shiferaw Wola        | Africa       | ETH  | 1:46,56    | 2      |
| 8     | Tristan Garrett      | Asia-Pacific | AUS  | 1:50,32    | 1      |

5. September, 20:00 Uhr

#### 1500 m
| Platz | Athlet               | Team         | Land | Zeit (min) | Punkte |
| ----- | -------------------- | ------------ | ---- | ---------- | ------ |
| 1     | Amine Laalou         | Africa       | MAR  | 3:35,49    | 8      |
| 2     | Mekonnen Gebremedhin | Africa       | ETH  | 3:35,70    | 7      |
| 3     | Leonel Manzano       | Americas     | USA  | 3:36,48    | 6      |
| 4     | Arturo Casado        | Europe       | ESP  | 3:37,43    | 5      |
| 5     | Andrew Baddeley      | Europe       | GBR  | 3:38,41    | 4      |
| 6     | Asbel Kiprop         | Africa       | KEN  | 3:38,81    |        |
| 7     | Yoann Kowal          | Europe       | FRA  | 3:39,30    |        |
| 8     | Taylor Milne         | Americas     | CAN  | 3:39,94    | 3      |
| 9     | Mohammed Shaween     | Asia-Pacific | KSA  | 3:40,75    | 2      |
| 10    | Mitchell Kealey      | Asia-Pacific | AUS  | 3:41,51    | 1      |

4. September, 19:35 Uhr

#### 3000 m
| Platz | Athlet                   | Team         | Land | Zeit (min) | Punkte |
| ----- | ------------------------ | ------------ | ---- | ---------- | ------ |
| 1     | Bernard Lagat            | Americas     | USA  | 7:54,75    | 8      |
| 2     | Moses Ndiema Kipsiro     | Africa       | UGA  | 7:54,98    | 7      |
| 3     | Bayron Piedra            | Americas     | ECU  | 7:55,52    | 6      |
| 4     | Tariku Bekele            | Africa       | ETH  | 7:55,79    | 5      |
| 5     | Vincent Kipsegechi Yator | Africa       | KEN  | 7:57,46    |        |
| 6     | Adrian Blincoe           | Asia-Pacific | NZL  | 7:57,67    | 4      |
| 7     | Daniele Meucci           | Europe       | ITA  | 7:57,98    | 3      |
| 8     | Ben St. Lawrence         | Asia-Pacific | AUS  | 7:58,55    | 2      |
| 9     | Mateusz Demczyszak       | Europe       | POL  | 7:59,92    | 1      |
| 10    | Noureddine Smaïl         | Europe       | FRA  | 8:11,66    |        |
| 11    | Diego Alberto Borrego    | Americas     | MEX  | 8:12,92    |        |

5. September, 18:45 Uhr

#### 5000 m
| Platz | Athlet                | Team         | Land | Zeit (min) | Punkte |
| ----- | --------------------- | ------------ | ---- | ---------- | ------ |
| 1     | Bernard Lagat         | Americas     | USA  | 13:58,23   | 8      |
| 2     | Moses Ndiema Kipsiro  | Africa       | UGA  | 13:58,35   | 7      |
| 3     | Bouabdellah Tahri     | Europe       | FRA  | 13:58,79   | 6      |
| 4     | Edwin Cheruiyot Soi   | Africa       | KEN  | 13:59,04   | 5      |
| 5     | Imane Merga           | Africa       | ETH  | 14:00,53   |        |
| 6     | Collis Birmingham     | Asia-Pacific | AUS  | 14:00,60   | 4      |
| 7     | Serhij Lebid          | Europe       | UKR  | 14:00,73   | 3      |
| 8     | Mert Girmalegesse     | Europe       | TUR  | 14:05,24   |        |
| 9     | Diego Alberto Borrego | Americas     | MEX  | 14:19,58   | 2      |

4. September, 18:05 Uhr

#### 110 m Hürden
| Platz | Athlet               | Team         | Land | Zeit (s) | Punkte |
| ----- | -------------------- | ------------ | ---- | -------- | ------ |
| 1     | David Oliver         | Americas     | USA  | 13,11    | 8      |
| 2     | Andrew Turner        | Europe       | GBR  | 13,48    | 7      |
| 3     | Shi Dongpeng         | Asia-Pacific | CHN  | 13,53    | 6      |
| 4     | Garfield Darien      | Europe       | FRA  | 13,75    | 5      |
| 5     | Selim Nurudeen       | Africa       | NGR  | 13,76    | 4      |
| 6     | Othmane Hadj Lazib   | Africa       | ALG  | 13,89    | 3      |
| 7     | Tasuku Tanonaka      | Asia-Pacific | JPN  | 13,92    | 2      |
| 8     | Dominique DeGrammont | Americas     | HAI  | 14,18    | 1      |

5. September, 18:15 Uhr
Wind: -1,1 m/s

#### 400 m Hürden
| Platz | Athlet             | Team         | Land | Zeit (s) | Punkte |
| ----- | ------------------ | ------------ | ---- | -------- | ------ |
| 1     | David Greene       | Europe       | GBR  | 47,88    | 8      |
| 2     | Javier Culson      | Americas     | PUR  | 48,08    | 7      |
| 3     | Bershawn Jackson   | Americas     | USA  | 48,62    | 6      |
| 4     | Mamadou Kassé Hann | Africa       | SEN  | 48,89    | 5      |
| 5     | L. J. van Zyl      | Africa       | RSA  | 49,97    | 4      |
| 6     | Héni Kechi         | Europe       | FRA  | 50,01    | 3      |
| 7     | Brendan Cole       | Asia-Pacific | AUS  | 50,37    | 2      |
| 8     | Takayuki Koike     | Asia-Pacific | JPN  | 54,45    | 1      |

4. September, 17:30 Uhr

#### 3000 m Hindernis
| Platz | Athlet               | Team         | Land | Zeit (min) | Punkte |
| ----- | -------------------- | ------------ | ---- | ---------- | ------ |
| 1     | Richard K. Mateelong | Africa       | KEN  | 8:09,67 CR | 8      |
| 2     | Roba Gari            | Africa       | ETH  | 8:09,87 NR | 7      |
| 3     | Mahiedine Mekhissi   | Europe       | FRA  | 8:09,96    | 6      |
| 4     | Benjamin Kiplagat    | Africa       | UGA  | 8:14,47    |        |
| 5     | Ion Luchianov        | Europe       | MDA  | 8:22,86    | 5      |
| 6     | Youcef Abdi          | Asia-Pacific | AUS  | 8:23,39    | 4      |
| 7     | Tareq Mubarak Taher  | Asia-Pacific | BRN  | 8:26,54    | 3      |
| 8     | Daniel Huling        | Americas     | USA  | 8:27,59    | 2      |
| 9     | José Alberto Sánchez | Americas     | CUB  | 8:48,11    | 1      |
|       | José Luis Blanco     | Europe       | ESP  | DQ         |        |

5. September, 17:45 Uhr

#### 4 × 100 m Staffel
| Platz | Team         | Athleten                                                                                        | Zeit (s) | Punkte |
| ----- | ------------ | ----------------------------------------------------------------------------------------------- | -------- | ------ |
| 1     | Americas     | Daniel Bailey (ANT) Wallace Spearmon (USA) Tyson Gay (USA) Churandy Martina (AHO)               | 38,25    | 15     |
| 2     | Asia-Pacific | Shinji Takahira (JPN) Naoki Tsukahara (JPN) Kenji Fujimitsu (JPN) Shintaro Kimura (JPN)         | 39,28    | 11     |
| 3     | Africa       | Hannes Dreyer (RSA) Simon Magakwe (RSA) Wilhelm van der Vyver (RSA) Thuso Mpuang (RSA)          | 39,82    | 7      |
|       | Europe       | Imaad Hallay (FRA) Christophe Lemaitre (FRA) Pierre-Alexis Pessonneaux (FRA) Teddy Tinmar (FRA) | DQ       |        |

4. September, 20:25 Uhr

#### 4 × 400 m Staffel
| Platz | Team         | Athleten                                                                               | Zeit (min) | Punkte |
| ----- | ------------ | -------------------------------------------------------------------------------------- | ---------- | ------ |
| 1     | Americas     | Nery Brenes (CRC) Bershawn Jackson (USA) Greg Nixon (USA) Ricardo Chambers (JAM)       | 2:59,00 CR | 15     |
| 2     | Europe       | Michael Bingham (GBR) Kevin Borlée (BEL) Wladimir Krasnow (RUS) Martyn Rooney (GBR)    | 2:59,84    | 11     |
| 3     | Africa       | Gary Kikaya (COD) Mark Kiprotich Muttai (KEN) Mohamed Khouaja (LBA) Rabah Yousif (SUD) | 3:02,62    | 7      |
| 4     | Asia-Pacific | Joel Milburn (AUS) Ben Offereins (AUS) Brendan Cole (AUS) Kevin Moore (AUS)            | 3:03,66    | 3      |

5. September, 20:25 Uhr

#### Hochsprung
| Platz | Athlet                 | Team         | Land | Höhe (m) | Punkte |
| ----- | ---------------------- | ------------ | ---- | -------- | ------ |
| 1     | Rashid Ahmed al-Mannai | Asia-Pacific | QAT  | 2,28     | 8      |
| 2     | Donald Thomas          | Americas     | BAH  | 2,28     | 7      |
| 3     | Martyn Bernard         | Europe       | GBR  | 2,25     | 6      |
| 4     | Kabelo Kgosiemang      | Africa       | BOT  | 2,25     | 5      |
| 5     | Lee Hup Wei            | Asia-Pacific | MAS  | 2,25     | 4      |
| 6     | Dusty Jonas            | Americas     | USA  | 2,21     | 3      |
| 7     | Mihail Dudaš           | Europe       | SRB  | 1,98     | 2      |
|       | Larbi Bourrada         | Africa       | ALG  | NM       |        |

4. September, 18:40 Uhr

#### Stabhochsprung
| Platz | Athlet            | Team         | Land | Höhe (m) | Punkte |
| ----- | ----------------- | ------------ | ---- | -------- | ------ |
| 1     | Steven Hooker     | Asia-Pacific | AUS  | 5,95 CR  | 8      |
| 2     | Renaud Lavillenie | Europe       | FRA  | 5,90     | 7      |
| 3     | Derek Miles       | Americas     | USA  | 5,75     | 6      |
| 4     | Maksym Mazuryk    | Europe       | UKR  | 5,65     | 5      |
| 5     | Yang Yansheng     | Asia-Pacific | CHN  | 5,55     | 4      |
| 6     | Giovanni Lanaro   | Americas     | MEX  | 5,40     | 3      |
| 7     | Larbi Bourrada    | Africa       | ALG  | 4,80     | 2      |
|       | Hamdi Dhouibi     | Africa       | TUN  | DNS      |        |

5. September, 17:10 Uhr

#### Weitsprung
| Platz | Athlet           | Team         | Land | Weite (m) | Punkte |
| ----- | ---------------- | ------------ | ---- | --------- | ------ |
| 1     | Dwight Phillips  | Americas     | USA  | 8,34      | 8      |
| 2     | Kafétien Gomis   | Europe       | FRA  | 8,10      | 7      |
| 3     | Christian Reif   | Europe       | GER  | 7,99      | 6      |
| 4     | Li Jinzhe        | Asia-Pacific | CHN  | 7,93      | 5      |
| 5     | Tyrone Smith     | Americas     | BER  | 7,91      | 4      |
| 6     | Ndiss Kaba Badji | Africa       | SEN  | 7,87      | 3      |
| 7     | Fabrice Lapierre | Asia-Pacific | AUS  | 7,70      | 2      |
| 8     | Larbi Bourrada   | Africa       | ALG  | 7,12      | 1      |

4. September, 19:05 Uhr

#### Dreisprung
| Platz | Athlet             | Team         | Land | Weite (m) | Punkte |
| ----- | ------------------ | ------------ | ---- | --------- | ------ |
| 1     | Marian Oprea       | Europe       | ROU  | 17,29     | 8      |
| 2     | Alexis Copello     | Americas     | CUB  | 17,25     | 7      |
| 3     | Phillips Idowu     | Europe       | GBR  | 17,24     | 6      |
| 4     | Hugo Mamba-Schlick | Africa       | CMR  | 16,90     | 5      |
| 5     | Randy Lewis        | Americas     | GRN  | 16,85     | 4      |
| 6     | Tosin Oke          | Africa       | NGR  | 16,72     | 3      |
| 7     | Renjith Maheswary  | Asia-Pacific | IND  | 16,69     | 2      |
| 8     | Roman Walijew      | Asia-Pacific | KAZ  | 15,81     | 1      |

5. September, 17:20 Uhr

#### Kugelstoßen
| Platz | Athlet              | Team         | Land | Weite (m) | Punkte |
| ----- | ------------------- | ------------ | ---- | --------- | ------ |
| 1     | Christian Cantwell  | Americas     | USA  | 21,87     | 8      |
| 2     | Tomasz Majewski     | Europe       | POL  | 21,22     | 7      |
| 3     | Scott Martin        | Asia-Pacific | AUS  | 20,10     | 6      |
| 4     | Dylan Armstrong     | Americas     | CAN  | 19,70     | 5      |
| 5     | Burger Lambrechts   | Africa       | RSA  | 18,81     | 4      |
| 6     | Sultan al-Habashi   | Asia-Pacific | KSA  | 17,68     | 3      |
| 7     | Franck Elemba       | Africa       | CGO  | 15,83     | 2      |
|       | Andrej Michnewitsch | Europe       | BLR  | DQ        |        |

4. September, 19:30 Uhr
Andrej Michnewitsch belegte ursprünglich mit 20,68 m den dritten Platz. Sein Resultat wurde wegen einer positiven Dopingprobe von der WM 2005 annulliert.

#### Diskuswurf
| Platz | Athlet                | Team         | Land | Weite (m) | Punkte |
| ----- | --------------------- | ------------ | ---- | --------- | ------ |
| 1     | Robert Harting        | Europe       | GER  | 66,85     | 8      |
| 2     | Benn Harradine        | Asia-Pacific | AUS  | 66,45 AR  | 7      |
| 3     | Ehsan Hadadi          | Asia-Pacific | IRI  | 64,55     | 6      |
| 4     | Piotr Małachowski     | Europe       | POL  | 64,20     | 5      |
| 5     | Jason Young           | Americas     | USA  | 61,33     | 4      |
| 6     | Jorge Fernández       | Americas     | CUB  | 61,18     | 3      |
| 7     | Omar Ahmed el-Ghazaly | Africa       | EGY  | 60,00     | 2      |
| 8     | Victor Hogan          | Africa       | RSA  | 54,86     | 1      |

5. September, 18:10 Uhr

#### Hammerwurf
| Platz | Athlet                 | Team         | Land | Weite (m) | Punkte |
| ----- | ---------------------- | ------------ | ---- | --------- | ------ |
| 1     | Libor Charfreitag      | Europe       | SVK  | 79,69     | 8      |
| 2     | Dilschod Nasarow       | Asia-Pacific | TJK  | 78,76     | 7      |
| 3     | Ali Mohamed Al-Zankawi | Asia-Pacific | KUW  | 76,73     | 6      |
| 4     | Nicola Vizzoni         | Europe       | ITA  | 75,94     | 5      |
| 5     | Roberto Janet          | Americas     | CUB  | 74,87     | 4      |
| 6     | A. G. Kruger           | Americas     | USA  | 74,00     | 3      |
| 7     | Chris Harmse           | Africa       | RSA  | 71,06     | 2      |
| 8     | Mohsen Anani           | Africa       | EGY  | 69,77     | 1      |

4. September, 17:00 Uhr

#### Speerwurf
| Platz | Athlet              | Team         | Land | Weite (m) | Punkte |
| ----- | ------------------- | ------------ | ---- | --------- | ------ |
| 1     | Andreas Thorkildsen | Europe       | NOR  | 89,26 CR  | 8      |
| 2     | Gerhardus Pienaar   | Africa       | RSA  | 83,17     | 7      |
| 3     | Matthias de Zordo   | Europe       | GER  | 82,89     | 6      |
| 4     | Jarrod Bannister    | Asia-Pacific | AUS  | 79,99     | 5      |
| 5     | Stuart Farquhar     | Asia-Pacific | NZL  | 78,29     | 4      |
| 6     | Ihab Abdelrahman    | Africa       | EGY  | 74,11     | 3      |
| 7     | Arley Ibargüen      | Americas     | COL  | 73,73     | 2      |
| 8     | Mike Hazle          | Americas     | USA  | 73,18     | 1      |

5. September, 19:35 Uhr

### Frauen

#### 100 m
| Platz | Athletin           | Team         | Land | Zeit (s) | Punkte |
| ----- | ------------------ | ------------ | ---- | -------- | ------ |
| 1     | Kelly-Ann Baptiste | Americas     | TRI  | 11,05    | 8      |
| 2     | Shalonda Solomon   | Americas     | USA  | 11,09    | 7      |
| 3     | Blessing Okagbare  | Africa       | NGR  | 11,14    | 6      |
| 4     | Verena Sailer      | Europe       | GER  | 11,26    | 5      |
| 5     | Ezinne Okparaebo   | Europe       | NOR  | 11,37    | 4      |
| 6     | Chisato Fukushima  | Asia-Pacific | JPN  | 11,42    | 3      |
| 7     | Ruddy Zang Milama  | Africa       | GAB  | 11,49    | 2      |
| 8     | Melissa Breen      | Asia-Pacific | AUS  | 11,58    | 1      |

4. September, 19:10 Uhr
Wind: 1,4 m/s

#### 200 m
| Platz | Athletin            | Team         | Land | Zeit (s) | Punkte |
| ----- | ------------------- | ------------ | ---- | -------- | ------ |
| 1     | Alexandra Fedoriwa  | Europe       | RUS  | 22,86    | 8      |
| 2     | Jelysaweta Bryshina | Europe       | UKR  | 23,37    | 7      |
| 3     | Cydonie Mothersille | Americas     | CAY  | 23,41    | 6      |
| 4     | Consuella Moore     | Americas     | USA  | 23,52    | 5      |
| 5     | Oludamola Osayomi   | Africa       | NGR  | 23,84    | 4      |
| 6     | Jody Henry          | Asia-Pacific | AUS  | 24,02    | 3      |
| 7     | Estie Wittstock     | Africa       | RSA  | 24,05    | 2      |
| 8     | Momoko Takahashi    | Asia-Pacific | JPN  | 24,27    | 1      |

5. September, 19:05 Uhr
Wind: -0,6 m/s

#### 400 m
| Platz | Athletin          | Team         | Land | Zeit (s) | Punkte |
| ----- | ----------------- | ------------ | ---- | -------- | ------ |
| 1     | Amantle Montsho   | Africa       | BOT  | 49,89    | 8      |
| 2     | Debbie Dunn       | Americas     | USA  | 50,21    | 7      |
| 3     | Tatjana Firowa    | Europe       | RUS  | 50,45    | 6      |
| 4     | Shericka Williams | Americas     | JAM  | 50,70    | 5      |
| 5     | Amy Mbacke Thiam  | Africa       | SEN  | 51,46    | 4      |
| 6     | Libania Grenot    | Europe       | ITA  | 51,74    | 3      |
| 7     | Jody Henry        | Asia-Pacific | AUS  | 52,52    | 2      |
| 8     | Asami Chiba       | Asia-Pacific | JPN  | 53,38    | 1      |

4. September, 18:45 Uhr

#### 800 m
| Platz | Athletin                  | Team         | Land | Zeit (min) | Punkte |
| ----- | ------------------------- | ------------ | ---- | ---------- | ------ |
| 1     | Janeth Jepkosgei Busienei | Africa       | KEN  | 1:57,88    | 8      |
| 2     | Kenia Sinclair            | Americas     | JAM  | 1:58,16    | 7      |
| 3     | Marija Sawinowa           | Europe       | RUS  | 1:58,27    | 6      |
| 4     | Jennifer Meadows          | Europe       | GBR  | 1:58,88    | 5      |
| 5     | Tintu Lukka               | Asia-Pacific | IND  | 1:59,17 NR | 4      |
| 6     | Zahra Bouras              | Africa       | ALG  | 1:59,61    | 3      |
| 7     | Nikki Hamblin             | Asia-Pacific | NZL  | 1:59,66    | 2      |
| 8     | Alysia Johnson Montano    | Americas     | USA  | 2:01,83    | 1      |

4. September, 18:30 Uhr

#### 1500 m
| Platz | Athletin              | Team         | Land | Zeit (min) | Punkte |
| ----- | --------------------- | ------------ | ---- | ---------- | ------ |
| 1     | Hind Dehiba Chahyd    | Europe       | FRA  | 4:19,78    | 8      |
| 2     | Nicole Edwards        | Americas     | CAN  | 4:21,34    | 7      |
| 3     | Christin Wurth-Thomas | Americas     | USA  | 4:21,46    | 6      |
| 4     | Mimi Belete           | Asia-Pacific | BRN  | 4:22,27    | 5      |
| 5     | Nikki Hamblin         | Asia-Pacific | NZL  | 4:22,45    | 4      |
| 6     | Gelete Burka          | Africa       | ETH  | 4:23,76    | 3      |
| 7     | Nancy Jebet Langat    | Africa       | KEN  | 4:23,93    | 2      |
| 8     | Kaila McKnight        | Asia-Pacific | AUS  | 4:27,40    |        |
|       | Aslı Çakir            | Europe       | TUR  | DQ         |        |
|       | Btissam Lakhouad      | Africa       | MAR  | DNF        |        |

5. September, 18:30 Uhr
Das Resultat von Aslı Çakir, die mit 4:22,43 min den fünften Platz belegte, wurde 2015 annulliert, nachdem Unregelmäßigkeiten in ihrem Biologischen Pass festgestellt worden waren.

#### 3000 m
| Platz | Athletin                 | Team         | Land | Zeit (min) | Punkte |
| ----- | ------------------------ | ------------ | ---- | ---------- | ------ |
| 1     | Meseret Defar            | Africa       | ETH  | 9:03,33    | 8      |
| 2     | Shannon Rowbury          | Americas     | USA  | 9:04,82    | 7      |
| 3     | Malindi Elmore           | Americas     | CAN  | 9:05,75    | 6      |
| 4     | Iness Chepkesis Chenonge | Africa       | KEN  | 9:07,18    | 5      |
| 5     | Tejitu Daba              | Asia-Pacific | BRN  | 9:08,86    | 4      |
| 6     | Sara Moreira             | Europe       | POR  | 9:10,37    | 3      |
| 7     | Yuriko Kobayashi         | Asia-Pacific | JPN  | 9:10,92    | 2      |
| 8     | Kaila McKnight           | Asia-Pacific | AUS  | 9:24,50    |        |
|       | Alemitu Bekele           | Europe       | TUR  | DQ         |        |
|       | Btissam Lakhouad         | Africa       | MAR  | DNS        |        |

4. September, 19:50 Uhr
Das Resultat von Alemitu Bekele, die mit 9:04,08 min den zweiten Platz belegt hatte, wurde 2013 wegen Unregelmäßigkeiten in ihrem Biologischen Pass annulliert.

#### 5000 m
| Platz | Athletin                  | Team         | Land | Zeit (min) | Punkte |
| ----- | ------------------------- | ------------ | ---- | ---------- | ------ |
| 1     | Vivian Jepkemoi Cheruiyot | Africa       | KEN  | 16:05,74   | 8      |
| 2     | Sentayehu Ejigu           | Africa       | ETH  | 16:07,11   | 7      |
| 3     | Molly Huddle              | Americas     | USA  | 16:08,60   | 6      |
| 4     | Elvan Abeylegesse         | Europe       | TUR  | 16:10,36   | 5      |
| 5     | Zakia Mrisho              | Africa       | TAN  | 16:12,94   |        |
| 6     | Shitaye Eshete            | Asia-Pacific | BRN  | 16:15,47   | 4      |
| 7     | Jéssica Augusto           | Europe       | POR  | 16:18,20   | 3      |
| 8     | Megan Wright              | Americas     | CAN  | 16:29,63   | 2      |

5. September, 19:30 Uhr

#### 100 m Hürden
| Platz | Athletin         | Team         | Land | Zeit (s) | Punkte |
| ----- | ---------------- | ------------ | ---- | -------- | ------ |
| 1     | Sally Pearson    | Asia-Pacific | AUS  | 12,65    | 8      |
| 2     | LoLo Jones       | Americas     | USA  | 12,66    | 7      |
| 3     | Perdita Felicien | Americas     | CAN  | 12,68    | 6      |
| 4     | Nevin Yanıt      | Europe       | TUR  | 12,84    | 5      |
| 5     | Derval O’Rourke  | Europe       | IRL  | 12,99    | 4      |
| 6     | Seun Adigun      | Africa       | NGR  | 13,48    | 3      |
| 7     | Gnima Faye       | Africa       | SEN  | 13,58    | 2      |
| 8     | Asuka Terada     | Asia-Pacific | JPN  | 13,67    | 1      |

5. September, 18:05 Uhr
Wind: -0,5 m/s

#### 400 m Hürden
| Platz | Athletin             | Team         | Land | Zeit (s) | Punkte |
| ----- | -------------------- | ------------ | ---- | -------- | ------ |
| 1     | Nickiesha Wilson     | Americas     | JAM  | 54,52    | 8      |
| 2     | Muizat Ajoke Odumosu | Africa       | NGR  | 54,59 NR | 7      |
| 3     | Wanja Stambolowa     | Europe       | BUL  | 54,89    | 6      |
| 4     | Natalja Antjuch      | Europe       | RUS  | 55,19    | 5      |
| 5     | Lauren Boden         | Asia-Pacific | AUS  | 55,30    | 4      |
| 6     | Nicole Leach         | Americas     | USA  | 55,64    | 3      |
| 7     | Hayat Lambarki       | Africa       | MAR  | 59,03    | 2      |

4. September, 17:50 Uhr

#### 3000 m Hindernis
| Platz | Athletin             | Team         | Land | Zeit (min) | Punkte |
| ----- | -------------------- | ------------ | ---- | ---------- | ------ |
| 1     | Julija Sarudnewa     | Europe       | RUS  | 09:25,46   | 8      |
| 2     | Milcah Chemos Cheywa | Africa       | KEN  | 09:25,84   | 7      |
| 3     | Sofia Assefa         | Africa       | ETH  | 09:29,53   | 6      |
| 4     | Hanane Ouhaddou      | Africa       | MAR  | 09:39,39   |        |
| 5     | Lisa Aguilera        | Americas     | USA  | 09:41,48   | 5      |
| 6     | Korene Hinds         | Americas     | JAM  | 09:45,08   | 4      |
| 7     | Hatti Dean           | Europe       | GBR  | 09:45,36   | 3      |
| 8     | Li Zhenzhu           | Asia-Pacific | CHN  | 09:47,28   | 2      |
| 9     | Sophie Duarte        | Europe       | FRA  | 09:49,93   |        |
| 10    | Minori Hayakari      | Asia-Pacific | JPN  | 10:04,97   | 1      |

5. September, 17:25 Uhr

#### 4 × 100 m Staffel
| Platz | Team         | Athletinnen                                                                                              | Zeit (s) | Punkte |
| ----- | ------------ | --- | -------- | ------ |
| 1     | Americas     | Cydonie Mothersille (CAY) Debbie Ferguson-McKenzie (BAH) Shalonda Solomon (USA) Kelly-Ann Baptiste (TRI) | 43,07    | 15     |
| 2     | Europe       | Olessja Powch (UKR) Natalija Pohrebnjak (UKR) Marija Rjemjen (UKR) Jelysaweta Bryshina (UKR)             | 43,77    | 11     |
| 3     | Africa       | Ruddy Zang Milama (GAB) Agnes Osazuwa (NGR) Oludamola Osayomi (NGR) Blessing Okagbare (NGR)              | 43,88    | 7      |
| 4     | Asia-Pacific | Maki Wada (JPN) Chisato Fukushima (JPN) Yumeka Sano (JPN) Momoko Takahashi (JPN)                         | 44,54    | 3      |

4. September, 20:10 Uhr

#### 4 × 400 m Staffel
| Platz | Team         | Athletinnen                                                                                 | Zeit (min) | Punkte |
| ----- | ------------ | ------------------------------------------------------------------------------------------- | ---------- | ------ |
| 1     | Americas     | Shericka Williams (JAM) Debbie Dunn (USA) Nickiesha Wilson (JAM) Christine Amertil (BAH)    | 3:26,37    | 15     |
| 2     | Europe       | Xenija Ustalowa (RUS) Antonina Kriwoschapka (RUS) Libania Grenot (ITA) Tatjana Firowa (RUS) | 3:26,58    | 11     |
| 3     | Africa       | Folasade Abugan (NGR) Amy Mbacke Thiam (SEN) Ndèye Fatou Soumah (SEN) Amantle Montsho (BOT) | 3:27,99    | 7      |
| 4     | Asia-Pacific | Lauren Boden (AUS) Jody Henry (AUS) Olivia Tauro (AUS) Amanda Crook (AUS)                   | 3:33,32    | 3      |

5. September, 20:10 Uhr

#### Hochsprung
| Platz | Athletin         | Team         | Land | Höhe (m) | Punkte |
| ----- | ---------------- | ------------ | ---- | -------- | ------ |
| 1     | Blanka Vlašić    | Europe       | CRO  | 2,05 CR  | 8      |
| 2     | Emma Green       | Europe       | SWE  | 1,95     | 7      |
| 3     | Levern Spencer   | Americas     | LCA  | 1,88     | 5,5    |
| 3     | Nadija Dussanowa | Asia-Pacific | UZB  | 1,88     | 5,5    |
| 5     | Anna Ustinowa    | Asia-Pacific | KAZ  | 1,88     | 4      |
| 6     | Lesyani Mayor    | Americas     | CUB  | 1,78     | 3      |
| 7     | Selloane Tsoaeli | Africa       | LES  | 1,78 NR  | 2      |
| 8     | Margaret Simpson | Africa       | GHA  | 1,72     | 1      |

5. September, 18:40 Uhr
Nachdem Lokalmatadorin Vlašić bis 2,05 m fehlerfrei geblieben war, scheiterte sie dreimal an der Weltrekordhöhe von 2,10 m.

#### Stabhochsprung
| Platz | Athletin           | Team         | Land | Höhe (m) | Punkte |
| ----- | ------------------ | ------------ | ---- | -------- | ------ |
| 1     | Swetlana Feofanowa | Europe       | RUS  | 4,70 CR  | 8      |
| 2     | Lisa Ryzih         | Europe       | GER  | 4,60     | 7      |
| 3     | Fabiana Murer      | Americas     | BRA  | 4,50     | 6      |
| 4     | Li Caixia          | Asia-Pacific | CHN  | 4,50     | 5      |
| 5     | Becky Holliday     | Americas     | USA  | 4,35     | 4      |
| 6     | Alana Boyd         | Asia-Pacific | AUS  | 4,35     | 3      |
| 7     | Laetitia Berthier  | Africa       | BDI  | 3,40     | 2      |
| 8     | Nisrine Dinar      | Africa       | MAR  | NM       |        |

4. September, 17:30 Uhr

#### Weitsprung
| Platz | Athletin          | Team         | Land | Weite (m) | Punkte |
| ----- | ----------------- | ------------ | ---- | --------- | ------ |
| 1     | Yuliya Tarasova   | Asia-Pacific | UZB  | 6,70      | 8      |
| 2     | Yargelis Savigne  | Americas     | CUB  | 6,63      | 7      |
| 3     | Olga Rypakowa     | Asia-Pacific | KAZ  | 6,60      | 6      |
| 4     | Ineta Radēviča    | Europe       | LAT  | 6,55      | 5      |
| 5     | Naide Gomes       | Europe       | POR  | 6,52      | 4      |
| 6     | Blessing Okagbare | Africa       | NGR  | 6,34      | 3      |
| 7     | Brianna Glenn     | Americas     | USA  | 6,28      | 2      |
| 8     | Jamaa Chnaik      | Africa       | MAR  | 5,78      | 1      |

5. September, 19:00 Uhr

#### Dreisprung
| Platz | Athletin         | Team         | Land | Weite (m) | Punkte |
| ----- | ---------------- | ------------ | ---- | --------- | ------ |
| 1     | Olga Rypakowa    | Asia-Pacific | KAZ  | 15,25 CR  | 8      |
| 2     | Olha Saladucha   | Europe       | UKR  | 14,70     | 7      |
| 3     | Yargelis Savigne | Americas     | CUB  | 14,63     | 6      |
| 4     | Xie Limei        | Asia-Pacific | CHN  | 14,35     | 5      |
| 5     | Simona La Mantia | Europe       | ITA  | 14,12     | 4      |
| 6     | Sarah Nambawa    | Africa       | UGA  | 13,78     | 3      |
| 7     | Nkiru Domike     | Africa       | NGR  | 13,69     | 2      |
| 8     | Erica McLain     | Americas     | USA  | 13,62     | 1      |

4. September, 17:20 Uhr

#### Kugelstoßen
| Platz | Athletin                  | Team         | Land | Weite (m) | Punkte |
| ----- | ------------------------- | ------------ | ---- | --------- | ------ |
| 1     | Valerie Adams             | Asia-Pacific | NZL  | 20,86     | 8      |
| 2     | Nadseja Astaptschuk       | Europe       | BLR  | 20,18     | 7      |
| 3     | Gong Lijiao               | Asia-Pacific | CHN  | 20,13     | 6      |
| 4     | Misleydis González        | Americas     | CUB  | 18,62     | 5      |
| 5     | Jillian Camarena-Williams | Americas     | USA  | 18,49     | 4      |
| 6     | Olga Iwanowa              | Europe       | RUS  | 18,24     | 3      |
| 7     | Mariam Nnodu-Ibekwe       | Africa       | NGR  | 13,67     | 2      |
| 8     | Priscilla Isiao           | Africa       | KEN  | 13,04     | 1      |

5. September, 19:25 Uhr

#### Diskuswurf
| Platz | Athletin             | Team         | Land | Weite (m) | Punkte |
| ----- | -------------------- | ------------ | ---- | --------- | ------ |
| 1     | Li Yanfeng           | Asia-Pacific | CHN  | 63,79     | 8      |
| 2     | Sandra Perković      | Europe       | CRO  | 63,29     | 7      |
| 3     | Yarelis Barrios      | Americas     | CUB  | 62,58     | 6      |
| 4     | Dani Samuels         | Asia-Pacific | AUS  | 61,34     | 5      |
| 5     | Becky Breisch        | Americas     | USA  | 60,70     | 4      |
| 6     | Nicoleta Grasu       | Europe       | ROU  | 59,69     | 3      |
| 7     | Elizna Naudé         | Africa       | RSA  | 55,79     | 2      |
| 8     | Kazai Suzanne Kragbé | Africa       | CIV  | 52,27     | 1      |

4. September, 18:15 Uhr

#### Hammerwurf
| Platz | Athletin            | Team         | Land | Weite (m) | Punkte |
| ----- | ------------------- | ------------ | ---- | --------- | ------ |
| 1     | Tatjana Lyssenko    | Europe       | RUS  | 73,88     | 8      |
| 2     | Zhang Wenxiu        | Asia-Pacific | CHN  | 73,69     | 7      |
| 3     | Yipsi Moreno        | Americas     | CUB  | 72,73     | 6      |
| 4     | Betty Heidler       | Europe       | GER  | 72,70     | 5      |
| 5     | Jennifer Dahlgren   | Americas     | ARG  | 66,25     | 4      |
| 6     | Gabrielle Neighbour | Asia-Pacific | AUS  | 63,07     | 3      |
|       | Marwa Hussein       | Africa       | EGY  | DQ        |        |

5. September, 17:00 Uhr
Marwa Hussein, die mit 61,87 m den siebten Platz belegt hatte, wurde nachträglich disqualifiziert, als eine im August vorgenommene Dopingkontrolle sich als positiv erwies.

#### Speerwurf
| Platz | Athletin         | Team         | Land | Weite (m) | Punkte |
| ----- | ---------------- | ------------ | ---- | --------- | ------ |
| 1     | Marija Abakumowa | Europe       | RUS  | 68,14 CR  | 8      |
| 2     | Sunette Viljoen  | Africa       | RSA  | 62,21     | 7      |
| 3     | Kimberley Mickle | Asia-Pacific | AUS  | 61,36     | 6      |
| 4     | Linda Stahl      | Europe       | GER  | 60,37     | 5      |
| 5     | Hana’a Omar      | Africa       | EGY  | 58,16 NR  | 4      |
| 6     | Kara Patterson   | Americas     | USA  | 58,07     | 3      |
| 7     | Yainelis Ribeaux | Americas     | CUB  | 57,08     | 2      |

4. September, 19:40 Uhr